# Couflens
Couflens település Franciaországban, Ariège megyében. Lakosainak száma 103 fő (2022. január 1.). Couflens Seix, Ustou, Alt Àneu és Lladorre községekkel határos.

## Népesség
| Lakosok száma | 113  | 262  | 70   | 80   | 79   | 82   | 86   | 90   | 95   | 103  |
|               | 1968 | 1982 | 1990 | 2006 | 2013 | 2015 | 2017 | 2019 | 2020 | 2022 |